# Geologia del Giappone

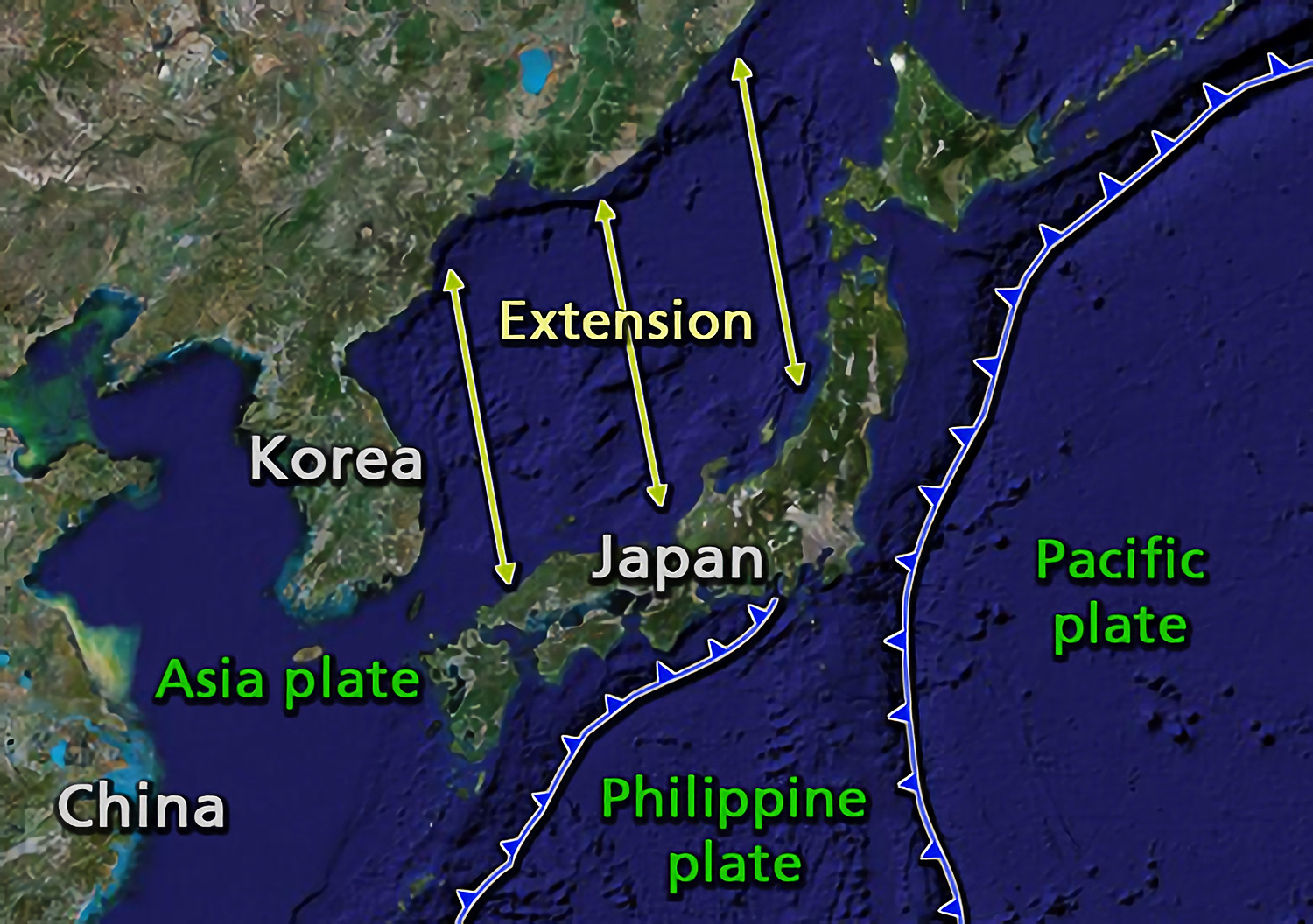
Le isole del Giappone sono state separate dalla costa dell'Asia dando luogo a un bacino sottomarino di retroarco

La geologia del Giappone riflette i continui spostamenti che il gruppo insulare nipponico ha subito nell'arco di centinaia di milioni di anni dalla metà del Siluriano fino al Pleistocene.
L'arcipelago giapponese consta di 6.582 isole situate al largo delle coste orientali asiatiche. Le quattro isole centrali sono le maggiori: Hokkaidō, Honshū, Shikoku e Kyūshū, che ammontano a circa il 98% della sua estensione totale. Dal punto di vista geologico l'insieme forma un arco insulare intraoceanico che abbraccia un bacino di retroarco, il Mar del Giappone, estendendosi da nord-est a sud-ovest per circa 3.700 chilometri.
Le isole sono ubicate in una delle zone geologicamente più instabili del pianeta. In generale, è un paese altamente sismico a causa della sua ubicazione nella cintura di fuoco del Pacifico.

## Tettonica delle placche

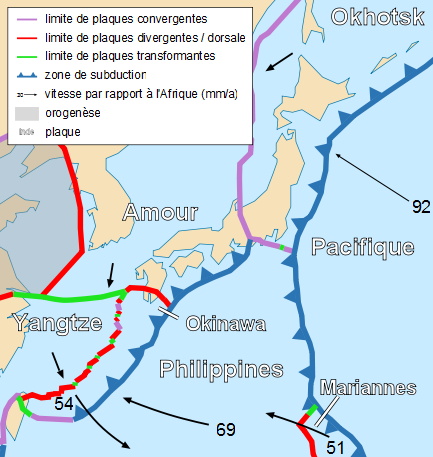
Carta tettonica del Giappone

Il gruppo insulare nipponico è, soprattutto, il risultato di continui e immensi movimenti oceanici, che avvennero durante centinaia di milioni di anni dalla metà del Siluriano fino al Pleistocene. Questo processo fu il risultato della subduzione tettonica della placca delle Filippine e della placca del Pacifico sotto le placche continentali euroasiatica e nordamericana.
La maggior parte del territorio terrestre è situato sulla placca di Ochotsk, essendo la sua linea di frizione e rottura con la placca euroasiatica (settore noto anche come placca dell'Amur) ubicata al centro-sud dell'isola di Honshū, all'altezza del nodo montuoso e della valle della Fossa Magna. Il resto del territorio giapponese si trova nella seconda placca menzionata. L'arco delle isole Ryūkyū si trova invece all'estremità della placca delle Filippine. 
D'altra parte l'unione della placca delle Filippine, della placca euroasiatica e della placca di Ochotsk avviene nelle vicinanze del Fuji, convergenza con un alto potenziale sismico e vulcanologico.
Questa complessa distribuzione origina profonde ed estese fosse oceaniche, specialmente nella costa pacifica dell'arcipelago. Spicca in particolare la Fossa del Giappone, di 9.000 m di profondità, originata per subduzione da una faglia con bordo convergente.
Il Giappone era associato originariamente alla costa est del continente eurasiatico. Le placche si subdussero, essendo più profonde della placca euroasiatica. Questi processi trascinarono il Giappone verso est, originando l'apertura del Mare del Giappone circa 15 milioni di anni fa e dando luogo a un bacino sottomarino di retroarco. Lo stretto dei Tartari e lo stretto di Corea furono aperti molto più avanti.
Le collisioni tra queste placche e il loro successivo sprofondamento generarono gli archi delle isole Curili e Sachalin-Hokkaidō (al nord), l'arco di Honshū, che collega Kyūshū, Shikoku, Honshū e la porzione ovest di Hokkaidō (al centro), e gli archi delle Ryūkyū e di Izu-Ogasawara (a sud).

## Topografia

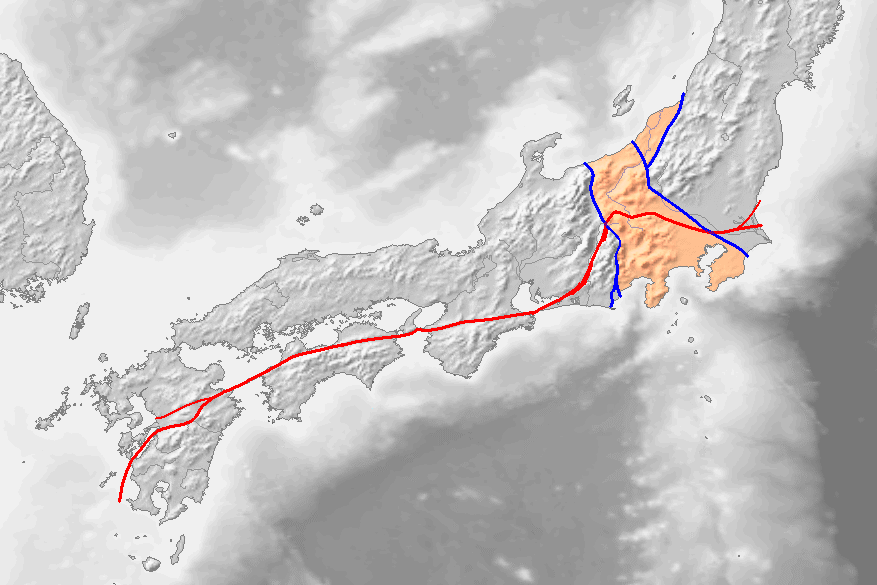
Fossa Magna del Giappone (area di colore rosa)

Al predominio delle forme scoscese della topografia, concorrono tanto i fattori tettonici quanto quelli erosivi. Il territorio geologicamente è molto giovane, sorto nel Mesozoico e ancora in piena emersione, con predominio di materiali eruttivi e forme vulcaniche, ma senza arrivare a forme molto elevate.
I limiti tra la placca di Ochotsk e la placca euroasiatica sono situati al centro di Honshū al largo della Fossa Magna, una valle che divide il paese in due zone geologiche, quella nord-orientale e quella sud-occidentale. A ovest, il territorio giapponese appare fiancheggiato dalla linea tettonica di Itoigawa-Shizuoka, una faglia che si estende dalla città di Itoigawa (Niigata) fino alla città di Shizuoka, passando per il lago Suwa e per le montagne che formano la frontiera occidentale della regione di Kantō.
Precisamente, l'unità principale nella struttura del territorio giapponese è la già citata Fossa Magna, una vasta zona centrale di depressione tettonica con numerose faglie e vulcani che, dividendo Honshū in senso trasversale, separa naturalmente il Giappone in due settori:
- sud-ovest della Fossa Magna: con due zone longitudinali, una interna (formazioni vulcaniche, con territorio determinato dalle faglie) e un'altra esterna (forme appalachiane provocate da piegamenti). Nel contatto di entrambe con la Fossa Magna appaiono le Alpi giapponesi, costituite dalle tre catene parallele dei Monti Hida, Kiso e Akaishi;[3]

- nord-est della Fossa Magna (Honshū settentrionale): anche qui vi è una zona esterna (quella orientale, più antica, con materiali cristallini erosi) e un'altra interna (quella occidentale, più recente, con formazioni vulcaniche). In questa zona si estende la pianura di Tokyo, la più vasta di tutte, con la sua posizione privilegiata che, sia dal mare sia attraverso la depressione centrale, la rende facilmente accessibile.[3]

In Hokkaidō spicca la catena assiale (N-S), che confluisce al centro dell'isola con un allineamento vulcanico che procede dalle isole Curili.

## Vulcanismo e sismicità

Il Fuji

Il Giappone è situato nella zona vulcanica denominata cintura di fuoco del Pacifico. Le scosse di terremoto sono frequenti (con una intensità da ridotta a moderata) e l'attività vulcanica occasionale si avverte in forma attiva nelle isole. Hanno luogo più di 5.000 movimenti sismici all'anno, dei quali 1.000 sono percepiti dalla popolazione, e di essi solo alcuni sono terremoti violenti.
La maggioranza dei vulcani si trovano nella Fossa Magna, il nodo nevralgico del territorio del paese, dove convergono le tre catene montuose principali: Hida, Kiso e Akaishi.
I vulcani tendono a presentare forme arrotondate e regolari, tipiche delle montagne più erose e di formazione lenta. La loro forma più abituale è quella di coni simmetrici, con pendenze moderate. 
Una gran quantità di faglie tettoniche locali percorrono la superficie, originando sismi di intensità regolare. Le più grandi sono due faglie trasversali a sud di Honshū: la linea tettonica di Itoigawa-Shizuoka e la linea tettonica mediana giapponese, entrambe faglie trasformi che si trovano nel limite delle pacche di Ochotsk ed euroasiatica, al largo del sistema montuoso dell'isola.
I terremoti risultano estremamente distruttivi, spesso dando come risultato gli tsunami, con una frequenza di varie volte in un secolo. I terremoti principali più recenti includono il terremoto di Kobe del 1995, il terremoto di Chūetsu del 2007, il terremoto e maremoto del Tōhoku del 2011 e il Terremoto della penisola di Noto del 2024.
Le acque termali sono numerose e sono divenute centri turistici. 
Ogni isola conta una propria catena montuosa, la quale segue un asse trasversale e la divide a metà. In Giappone ci sono circa 200 vulcani; sessanta di essi sono in attività. Il più famoso è il Fuji, di 3.776 metri di altezza, coronato da nevi perpetue. Lo segue il Monte Kita, con 3.193 m di altezza. L'Asama è il vulcano più attivo di tutto l'arcipelago, ed è situato nell'isola di Honshū ad approssimativamente 100 km da Tokyo. Ha un'altezza di 2.542 m s.l.m.
Quasi un terzo del paese consiste di terreni di origine piroclastica.

## Morfologia litoranea e oceanica

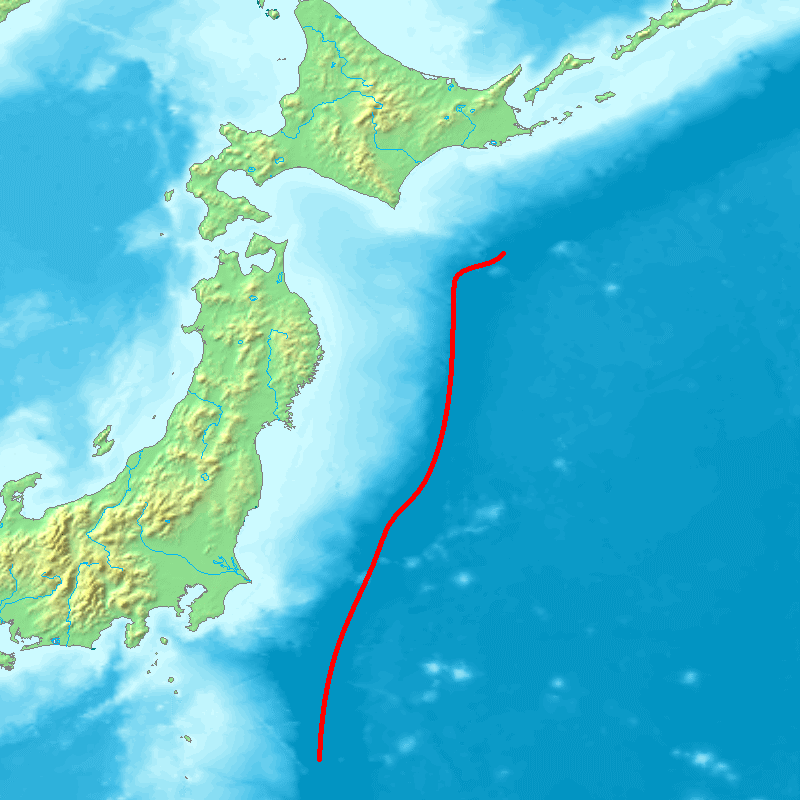
Fossa del Giappone

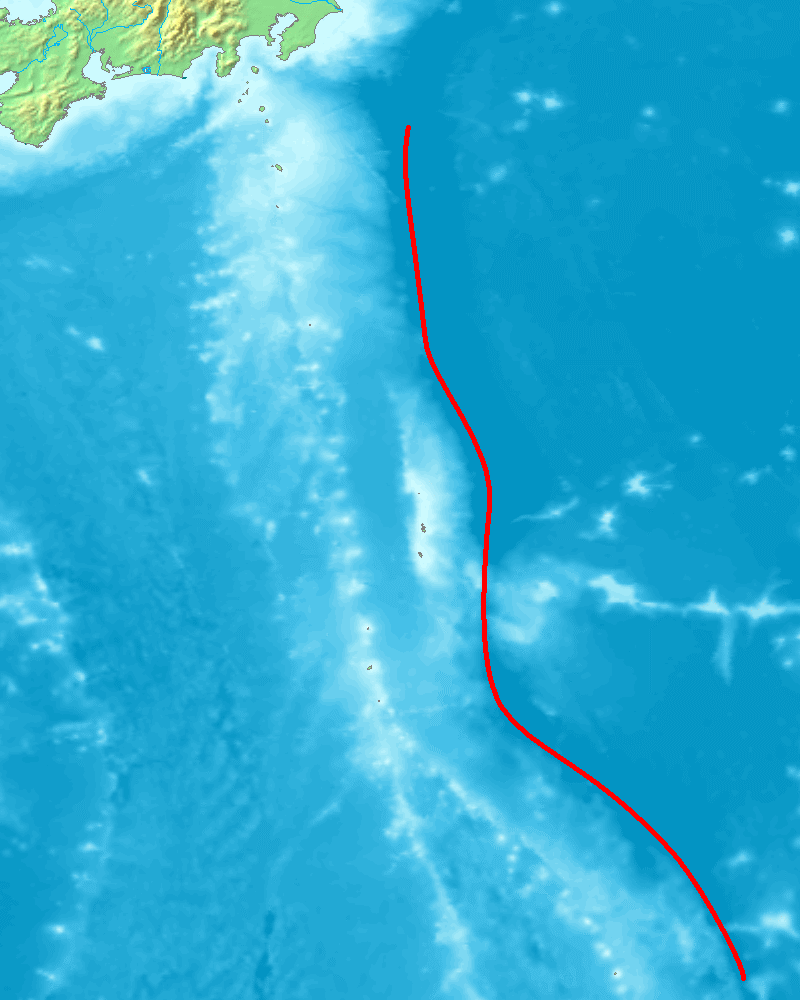
Fossa oceanica di Izu-Ogasawara

La superficie del Giappone è fondamentalmente montuosa: solo un quarto del territorio (il 27%) è occupato da piccole pianure, la maggioranza di esse di tipo alluvionale e sedimentario al largo della costa. 
La prossimità di queste aree montuose al mare, insieme alle forti precipitazioni e all'abbondanza di materiali di scarsa consistenza, hanno favorito una forte erosione lineare, portata a termine da fiumi e torrenti, con grandi accumuli di sedimenti nei coni di deiezione costieri, che vengono occupati come terre per uso agricolo e zootecnico.
La tettonica è responsabile dei paesaggi litoranei. La costa del Mare del Giappone è più rettilinea (parallela alle linee di faglia), mentre la costa del Pacifico è più frastagliata e con baie (obliqua alle suddette linee di faglia), dove si trovano le profonde fosse oceaniche.
Le fosse che costeggiano il Giappone corrispondono all'estremità di questi archi di isole: la fossa delle Curili-Kamčatka e la fossa del Giappone si estendono dalle isole Curili fino al centro di Honshū, proprio nei limiti tra le placche del Nordamerica e il Pacifico. 
La fossa di Izu-Ogasawara si estende dal centro di Honshū fino al sud, costeggiando i limiti tra la placca del Pacifico e quella delle Filippine, mentre la fossa delle Ryūkyū si estende dal centro di Honshū fino alle isole Ryūkyū nei limiti tra la placca delle Filippine e quella euroasiatica. 
È proprio lo sprofondamento della placca del Pacifico sulla placca nordamericana e della placca delle Filippine sulla placca euroasiatica che ha fatto sì che le cordigliere giapponesi siano più elevate nell'area del Pacifico che nell'area del Mare del Giappone.